# 欧洲E34公路
欧洲E34公路（E34）是欧洲的一条国际公路，起点为比利时泽布吕赫，经过荷兰，终点为德国巴特恩豪森，全长约470公里。在巴特恩豪森与干线欧洲E30公路相连。

## 线路
欧洲E34公路穿过以下主要城市：

- 比利时：泽布吕赫 - 安特卫普
- 荷兰： 埃因霍温 - 芬洛
- 德国：奥伯豪森 - 多特蒙德 - 巴特恩豪森

## 沿途风景

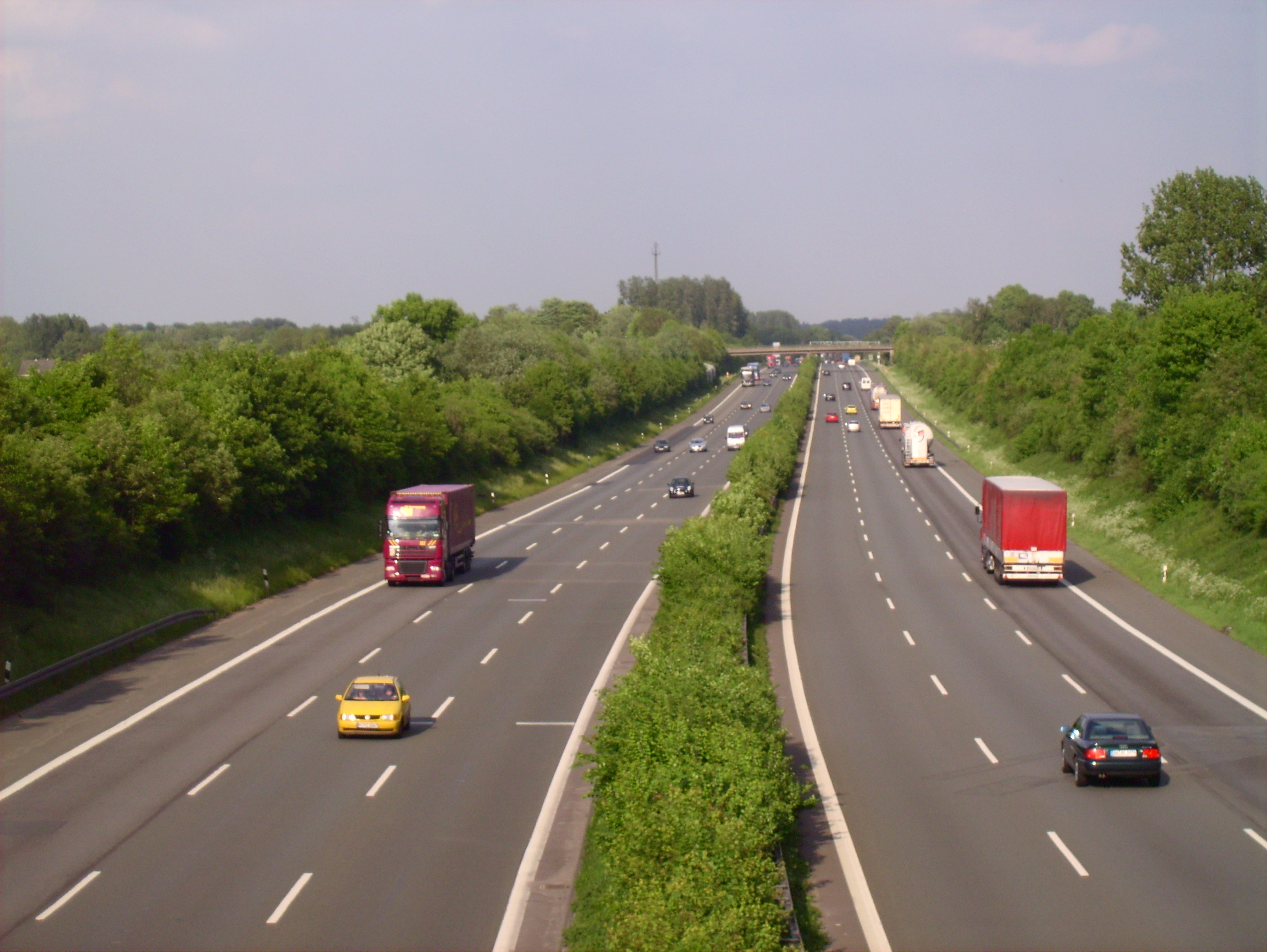
欧洲E34公路德国卡门路段
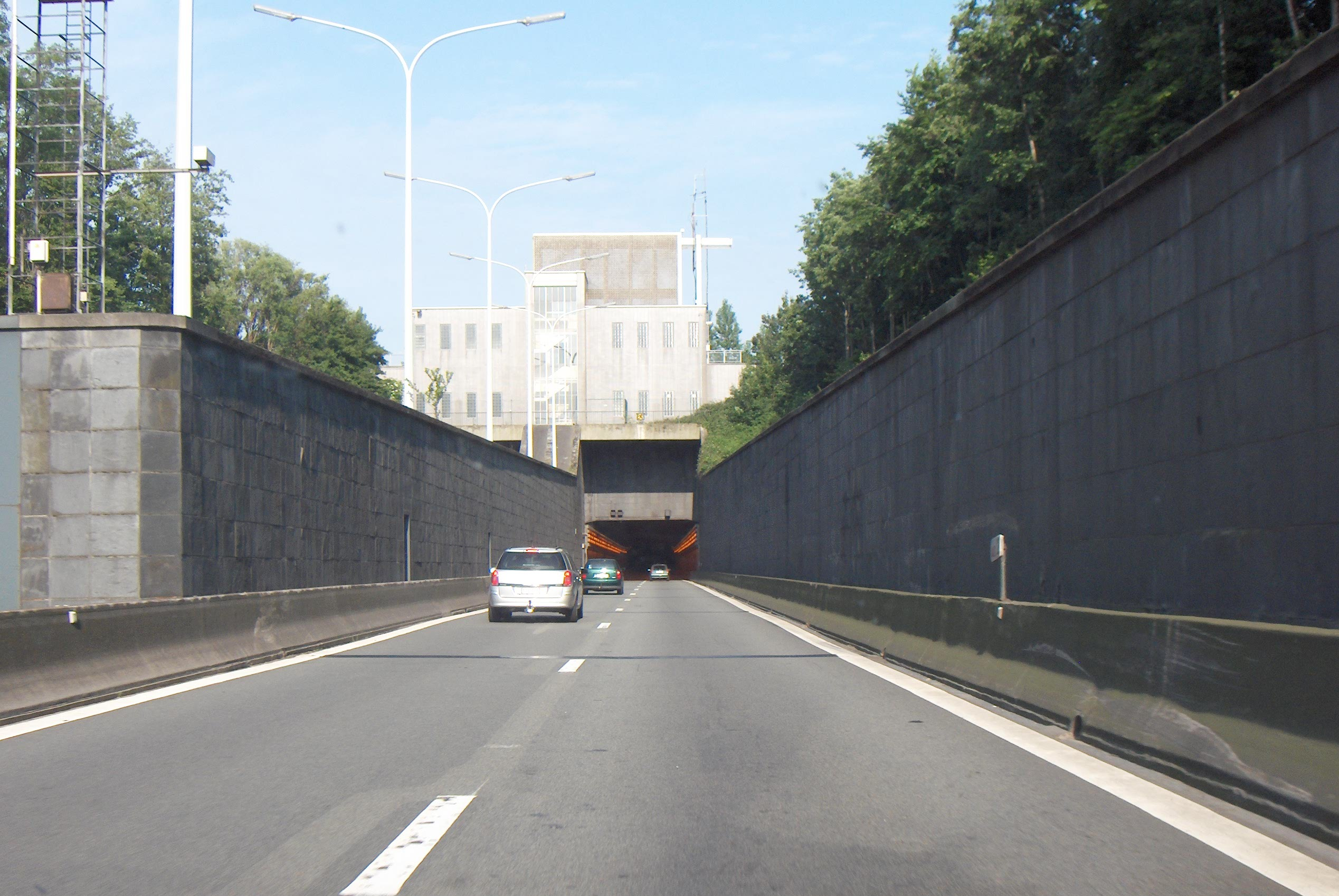
欧洲E34公路经过比利时根特隧道
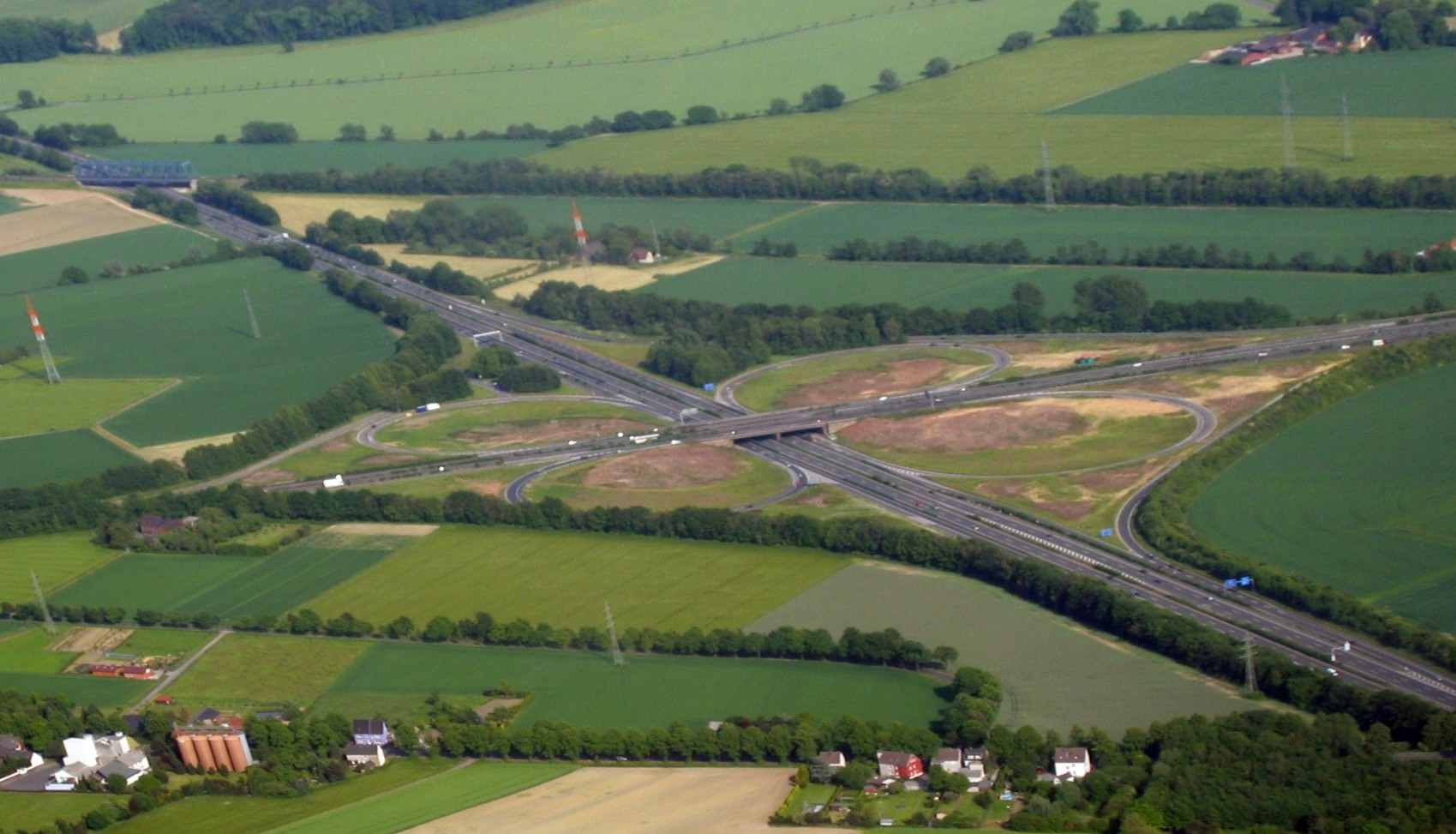
欧洲E34公路德国多特蒙德路段（与欧洲E37公路相连）